# Dacre (North Yorkshire)
Dacre is een civil parish in het bestuurlijke gebied Harrogate, in het Engelse graafschap North Yorkshire.